# Финал Кубка Швеции по футболу 1945
Финал Кубка Швеции по футболу 1945 — финальный матч 5-го розыгрыша Кубка Швеции по футболу, который состоялся 26 августа 1945 года на стадионе «Росунда» в Стокгольме.

## Путь к финалу
| Норрчёпинг | Норрчёпинг | Стадия     | Мальмё     | Мальмё    |
| ---------- | ---------- | ---------- | ---------- | --------- |
| Соперник   | Результат  | Раунд      | Соперник   | Результат |
| Дегерфорс  | 2:1        | 2-й раунд  | Сурахаммар | 3:0       |
| Хальмия    | 4:3        | 1/4 финала | АИК        | 4:0       |
| Гётеборг   | 7:2        | 1/2 финала | Эльфсборг  | 2:1       |

## Отчёт о матче
| Норрчёпинг                                          | 4:1 (доп. вр.) | Мальмё        |
| --------------------------------------------------- | -------------- | ------------- |
| - Карлбум 13′ - Эриксон 37′ - Кнут Нурдаль 53′, 71′ |                | - Сандберг 4′ |

| Норрчёпинг:   |                  |
| Вр            | Торстен Линдберг |
| Защ           | Оскар Хольмквист |
| Защ           | Йёста Мальм      |
| Защ           | Биргер Росенгрен |
| Защ           | Эйнар Стен       |
| ПЗ            | Леннарт Вигрен   |
| ПЗ            | Хальвар Карлбум  |
| ПЗ            | Кнут Нурдаль     |
| ПЗ            | Гуннар Нурдаль   |
| Нап           | Эрик Хольмквист  |
| Нап           | Георг Эриксон    |
| Тренер:       |                  |
| Лайош Цейзлер |                  |

| Мальмё:       |                    |
| Вр            | Хельге Бенгтссон   |
| Защ           | Ханс Мальмстрём    |
| Защ           | Эрик Нильссон      |
| Защ           | Челль Росен        |
| Защ           | Стуре Мортенссон   |
| ПЗ            | Челль Йертссон     |
| ПЗ            | Свен Йертссон      |
| ПЗ            | Бёрье Таппер       |
| ПЗ            | Густав Нильссон    |
| Нап           | Карл-Эрик Сандберг |
| Нап           | Стеллан Нильссон   |
| Тренер:       |                    |
| Свен Нильссон |                    |